# Eto Mori
Eto Mori (japanisch 森 絵都; * 2. April 1968 in Tōkyō) ist eine japanische Schriftstellerin, die vor allem für ihre Werke in der Kinder- und Jugendliteratur bekannt ist. Mit ihrer einfühlsamen Darstellung von Charakteren und sozialen Themen hat sie sich als eine der bedeutendsten Autorinnen Japans etabliert.

## Leben
Ihr literarisches Debüt gab sie 1990 mit dem Roman リズム (Rizumu), für den sie den 31.  Kōdansha-Nachwuchspreis für Kinderliteratur erhielt. Seitdem hat sie zahlreiche Romane veröffentlicht, die mehrfach ausgezeichnet und in verschiedene Medien adaptiert wurden.

## Werke

### Romane
- Rizumu (リズム; Rhythm), 1991
- Gōrudo fisshu (ゴールド・フィッシュ; Goldfisch), 1991
- Uchū no minashigo (宇宙のみなしご; Waisen des Universums), 1994
- Āmondo-iri chokorēto no warutsu (アーモンド入りチョコレートのワルツ; Walzer mit Mandel-Schokolade), 1996
- Tsuki no fune (つきのふね; Mondschiff), 1998
- Karafuru (カラフル; Colorful), 1998
  - engl. Colorful, 2021, ISBN 978-1-64009-442-0
- Shōto torippu (ショート・トリップ; Kurztrip), 2000
- Eien no deguchi (永遠の出口; Der ewige Ausgang), 2003
- Kanojo no aria (彼女のアリア; Ihre Arie), 2003
- Itsuka parasoru no shita de (いつかパラソルの下で; Eines Tages unter dem Sonnenschirm), 2005
- Kaze ni maiagaru binīru shīto (風に舞いあがるビニールシート; Im Wind tanzende Plastikplane), 2006
- Ran (ラン), 2008
- Kakū no kyū o ou (架空の球を追う; Dem imaginären Ball hinterher), 2009
- Kono onna (この女; Diese Frau), 2011
- Ikoku no ojisan o tomonau (異国のおじさんを伴う; Mit einem fremden Onkel), 2011
- Kibun jōjō (気分上々; Beste Laune), 2012
- Ryōshi no aijin (漁師の愛人; Die Geliebte des Fischers), 2013
- Kurasumeitsu (クラスメイツ; Klassenkameraden), 2014
- Mikazuki (みかづき; Mondsichel), 2016
- Aozora (青空; Blauer Himmel), 2017
- Taiyō (太陽; Sonne), 2020
- Umarekawari no Pō (生まれかわりのポオ; Die Wiedergeburt von Poe), 2022

### DIVE!!-Serie
- Zen-chūgaeri 3-kai han kakae-gata (前宙返り3回半抱え型; DIVE!! 1: Dreifacher Salto vorwärts in Hocke), 2000
  - engl. DIVE!!, Vol. 1, 2019, ISBN 978-1-975328-57-3
- Suwandaibu (スワンダイブ; DIVE!! 2: Schwanensprung), 2000
  - engl. DIVE!!, Vol. 2, 2019, ISBN 978-1-975304-14-0
- SS Supesharu '99 (SSスペシャル'99; DIVE!! 3: SS Spezial '99), 2001
  - engl. DIVE!!, Vol. 3, 2019, ISBN 978-1-975357-89-4
- Konkuriito doragon (コンクリート・ドラゴン; DIVE!! 4: Beton-Drache), 2002

### Bilderbücher
- Nagareboshi ni onegai (流れ星におねがい; Wunsch an eine Sternschnuppe), 1995
- Aiueo-chan (あいうえおちゃん; Kleines Aiueo), 2001
- Boku dake no koto (ぼくだけのこと; Nur ich), 2003
- Odoru katsuobushi (おどるカツオブシ; Tanzende Bonitoflocken), 2011
- Oni taiji (オニたいじ; Dämonenjagd), 2012
- Botan (ボタン; Knopf), 2013
- Rokugatsu no ohanashi: Ame ga shikushiku, futta hi wa (6月のおはなし 雨がしくしく、ふった日は; Eine Geschichte im Juni: An regnerischen Tagen), 2013
- Kibō no bokujō (希望の牧場; Die Farm der Hoffnung), 2014
- Choko Tarō (チョコたろう; Schoko Tarō), 2016

### Essays
- Ichibanme no negai goto (いちばんめの願いごと; Der erste Wunsch), 1993
- Yakushima jūsu (屋久島ジュウソウ; Yakushima Juuso), 2006
- Kimi to issho ni ikiyō (君と一緒に生きよう; Lass uns zusammen leben), 2009
- Oide, issho ni ikō: Fukushima genpatsu 20 kiro kennai no petto resukyū (おいで、一緒に行こう 福島原発20キロ圏内のペットレスキュー; Komm, lass uns zusammen gehen: Haustierrettung im 20-km-Radius des AKW Fukushima), 2012

### Übersetzungen ins Japanische
- Nagai yoru (永い夜; Lange Nacht), 1999 – Übersetzung von Gewitternacht von Michèle Lemieux
- Oyayubi-hime (おやゆびひめ; Däumelinchen), 2001 – Übersetzung des Märchens von Hans Christian Andersen
- Suki… (スキ…; Ich mag …), 2005 – Übersetzung von J’aime von Minne & Nathalie Fortier
- Kuma no Pū (くまのプー; Pu der Bär), 2017 – Übersetzung von Winnie-the-Pooh von A. A. Milne

## Auszeichnungen
- 1990 – Kōdansha-Nachwuchspreis für Kinderliteratur für Rizumu
- 1991 – Muku-Hatojū-Preis für Kinderliteratur[1] für Rizumu
- 1995 – Noma-Nachwuchspreis für Kinderliteratur für Uchū no minashigo
- 1998 – Noma-Kinderliteraturpreis für Tsuki no fune
- 1999 – Sankei-Kinderbuchpreis[2] für Colorful
- 2003 – Shōgakukan-Preis für Kinderbuchkunst und -literatur für DIVE!!
- 2006 – Naoki-Preis für Kaze ni maiagaru binīru shīto
- 2017 – Chūōkōron-Literaturpreis für Mikazuki

Quelle: World of Literary Prizes

## Verfilmungen
- Colorful – Spielfilm (2000, Regie: Shun Nakahara) & Animationsfilm (2010, Regie: Keiichi Hara)
- DIVE!! – Spielfilm (2008, Regie: Naoto Kumazawa), Anime-Serie (2017)
- Kaze ni maiagaru binīru shīto – Fernsehserie (NHK, 2009)
- Mikazuki – Fernsehserie (NHK, 2019)
- Homestay – Bokutachi no 100-nichi – thailändische Realverfilmung basierend auf Colorful (2018)